# Сасандра

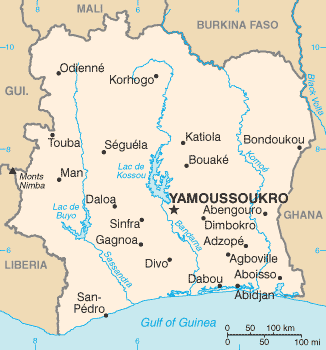

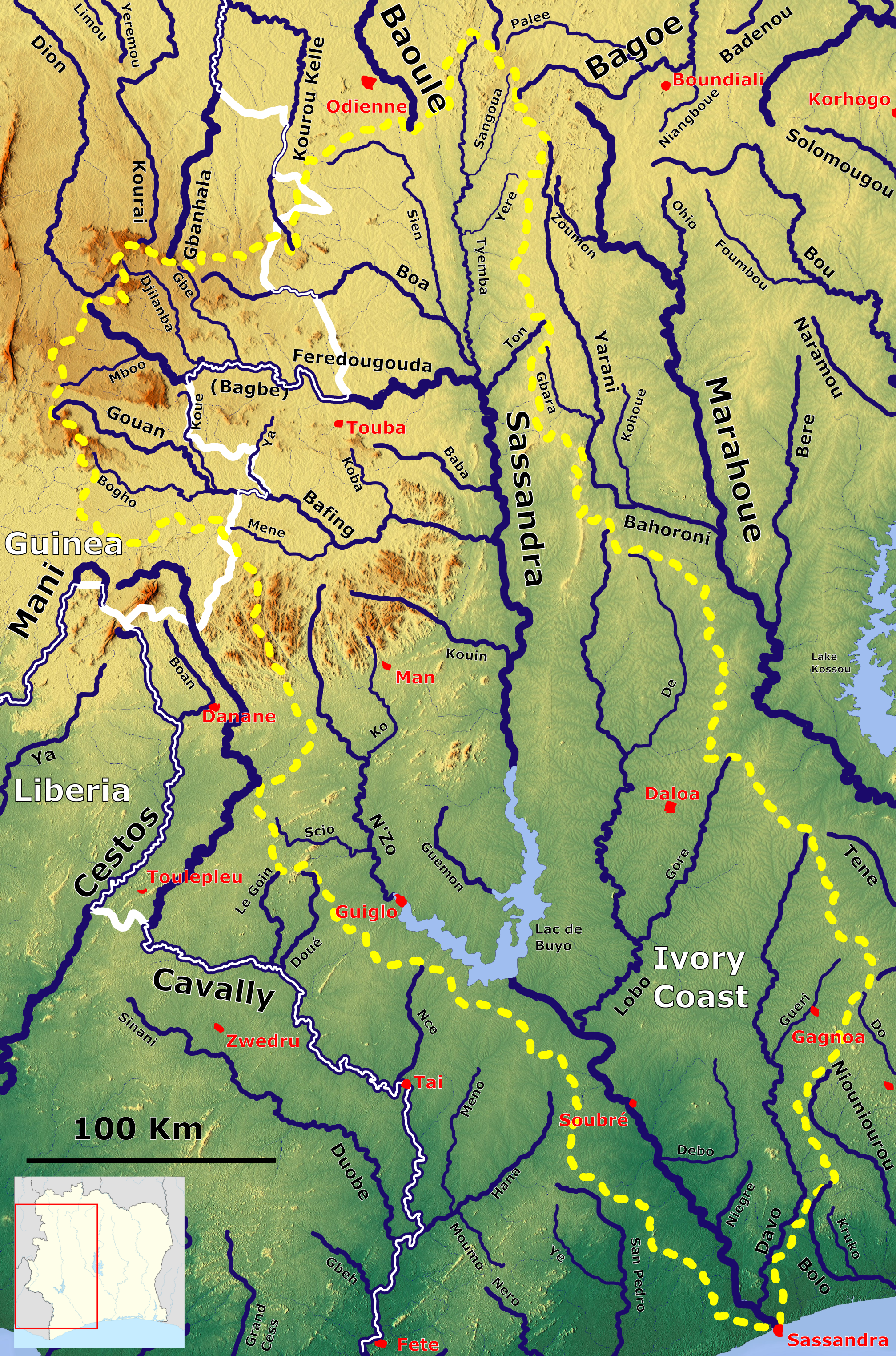
Речная система реки Сассандра OSM

Саса́ндра (фр. Sassandra) — река в Кот-д’Ивуаре. 
Длина реки — 650 километров, площадь бассейна 75 087 км². Средний расход воды около 800 м³/с, годовой сток около 26 км³.
Река Сасандра берёт начало при слиянии реки Боа с рекой Багбе на высоте 287 м над уровнем моря.
Направление течения реки с севера на юг; впадает в Гвинейский залив. Питание дождевое. Подъём воды в реке начинается в июле, максимум в сентябре — октябре. Из-за обилия порогов река не судоходна.
Река Сасандра отделяет восточногвинейские леса от западногвинейских лесов.